# Спортові вісти
«Спортові вісти» — львівська спортивна газета. Виходила впродовж 1931 та 1933 років.
Ілюстрований тижневик «Спортові Вісти» пропагував спорт, подавав аналітичні та інформаційні матеріали як для фахівців, так і для людей, що мало цікавляться спортом. Виходив 1 і 15 числа кожного місяця впродовж 1931 та 1933 років.

## Основні дані
- Видавав і редагував: Карло Мулькевич (1931, ч. 1). Відповідальний редактор: Степан Попель (1931), Осип Микитович (1931).
- Друк: «Неділя», Львів (1931, ч. 1-11); Щ. Беднарського в оренді Промислу Графічного, Львів (1931, ч. 12-19/20); З. Медицького, Львів (1937, ч. 12-30), Друкарня Видавничої Спілки «Діло» Львів (1933).
- Формат: 35 × 25,5 см.

Перше число вийшло 12 квітня 1931 року. Виходили числа:
- 1931 — № 1-18, 19/20
- 1933 — № 1-18

## Тематика
Редакція часопису відзначала, що «спорт може двигнути українську націю на вищий щабель, що спорт виховує націю» (Від Редакції.— 1931.— Ч. 1.— С. 2). Серед рубрик: «Спортове життя в краю», «Спортове життя студентів», «Шахові вісти», «Спортовий гумор», «Зі шкільного спорту», «З української преси», «Кіна у Львові», «Нові книжки», «Всячина».
Видання писало про важливість спорту для виховання молоді (статті «Ще про виховуюче значіння спорту», 1931; «Спорт а наше громадянство», 1933; «Культура духа і тіла — сила нації», 1933), про спорт у Галичині (статті «Розмова з Головою секції копаного мяча „С. Т. Україна“», «20-ліття спортового Т-ва „Україна“», «Краєві легкоатлєтині змагання у Львові», «Краєві ситківкові змагання у Львові», усі — 1931 рік) та закордоном («Спорт і руханка у школах Франції», 1931; Спорт у Німеччині, 1931).
«Спортові Вісти» друкували таблиці, зведення, комунікати про становище команд у різних видах спорту на міжрегіональних та європейських турнірах, повідомлення (ілюструючи світлинами) про світові рекорди. На останній сторінці була реклама: помадки, цукерки, приладдя та ровери, послуги зубних лікарів і розділ «Кіна у Львові» з описом фільмів, які показують у кінотеатрах міста.
Попри недовгий період виходу часопису, коло його авторів доволі широке: Тарас Франко, Анатоль Курдидик, Тарас Ліськевич, Іван Чернява, Едвард Жарський, Степан Дмохоровський, Володимир Семків, Уляна Кравченко, Іван Барусевич, Андрій Петрина, Роман Ганчук, В. Колодій, І. Сталевич, Л. Запорізький.